# Osbornellus excavatus
Osbornellus excavatus är en insektsart som beskrevs av Delong och Martinson 1976. Osbornellus excavatus ingår i släktet Osbornellus och familjen dvärgstritar. Inga underarter finns listade i Catalogue of Life.